# غييرمو كابريرا إنفانتي
غييرمو كابريرا إنفانتي (بالإسبانية: Guillermo Cabrera Infante) ـ (22 أبريل 1929 ـ 21 فبراير 2005) هو روائي وكاتب مقال ومترجم وكاتب سيناريو وناقد أدبي كوبي. كان يكتب في خمسينيات القرن العشرين تحت الاسم المستعار «ج. كايين».
أيد نظام كاسترو في بدايته ثم اختلف معه، فأُجبر على العيش منفيًا في لندن سنة 1965. من أشهر أعماله روايته «ثلاثة نمور حزينة» (بالإسبانية: Tres Tristes Tigres)، التي شبهها بعض النقاد برواية جيمس جويس «عوليس».
ترجم كابريرا إنفانتي إلى الإسبانية مجموعة جيمس جويس القصصية «ناس من دبلن» ونشرها سنة 1972، وفي سنة 1997 حصل على جائزة ميغيل دي ثيربانتس الأدبية الإسبانية الرفيعة، وسلمها له الملك خوان كارلوس.
توفي كابريرا إنفانتي في لندن في 21 فبراير 2005، وخلف ابنتين من زواجه الأول هما آنا وكارولا.

## روابط خارجية
- غييرمو كابريرا إنفانتي على موقع IMDb (الإنجليزية)
- غييرمو كابريرا إنفانتي على موقع الموسوعة البريطانية (الإنجليزية)
- غييرمو كابريرا إنفانتي على موقع مونزينجر (الألمانية)
- غييرمو كابريرا إنفانتي على موقع إن إن دي بي (الإنجليزية)
- غييرمو كابريرا إنفانتي على موقع قاعدة بيانات الفيلم (الإنجليزية)